# Lindsay Roy

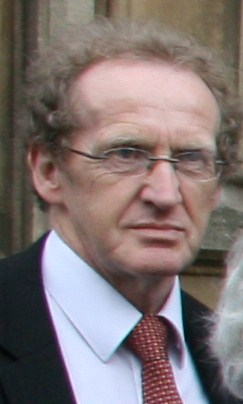
Lindsay Roy

Lindsay Allan Roy CBE FRSA (* 19. Januar 1949) ist ein schottischer Politiker.

## Leben
Roy war als Lehrer tätig. Er fungiert 19 Jahre lang als Rektor der Inverkeithing Highschool und wechselte rund ein halbes Jahr vor seiner Wahl in das britische Unterhaus an die Kirkcaldy High School. Auf Grund seiner Verdienste im Bildungswesen wurde Roy 2004 der Order of the British Empire im Range eines Commanders verliehen. Im Januar 2015 gab Roy bekannt, dass er an der Parkinson-Krankheit erkrankt sei.

## Politischer Werdegang
Bereits 1975 trat Roy in die Labour Party ein. Nachdem sein Parteikollege John MacDougall, welcher den Wahlkreis Glenrothes im House of Commons vertrat, im August 2008 verstarb, wurden in dem Wahlkreis Nachwahlen erforderlich. Zu diesen stellte die Labour Party Roy auf, der sich am Wahltag mit einem Stimmenanteil von 55,1 % deutlich gegen sieben Kontrahenten durchsetzte und erstmals in das britische Unterhaus einzog. Bei den regulären Unterhauswahlen 2010 konnte Roy seinen Stimmenanteil auf 62,3 % steigern. Auf Grund seiner Erkrankung gab er im Frühjahr 2015 bekannt, zu den folgenden Wahlen nicht mehr anzutreten. Seine Nachfolgerin Melanie Ward konnte sich infolge massiver Stimmgewinne der SNP nicht durchsetzen. Das Mandat ging an den SNP-Kandidaten Peter Grant.